# Antonio Rubino
Antonio Augusto Rubino (Sanremo, 15 maggio 1880 – Bajardo, 1º luglio 1964) è stato un disegnatore italiano precursore nell'attività di fumettista in Italia e importante illustratore, fra i fondatori del Corriere dei Piccoli, per il quale ideò la testata e numerosi personaggi oltre che le didascalie in rima in sostituzione dei tradizionali ballons americani.

## Biografia

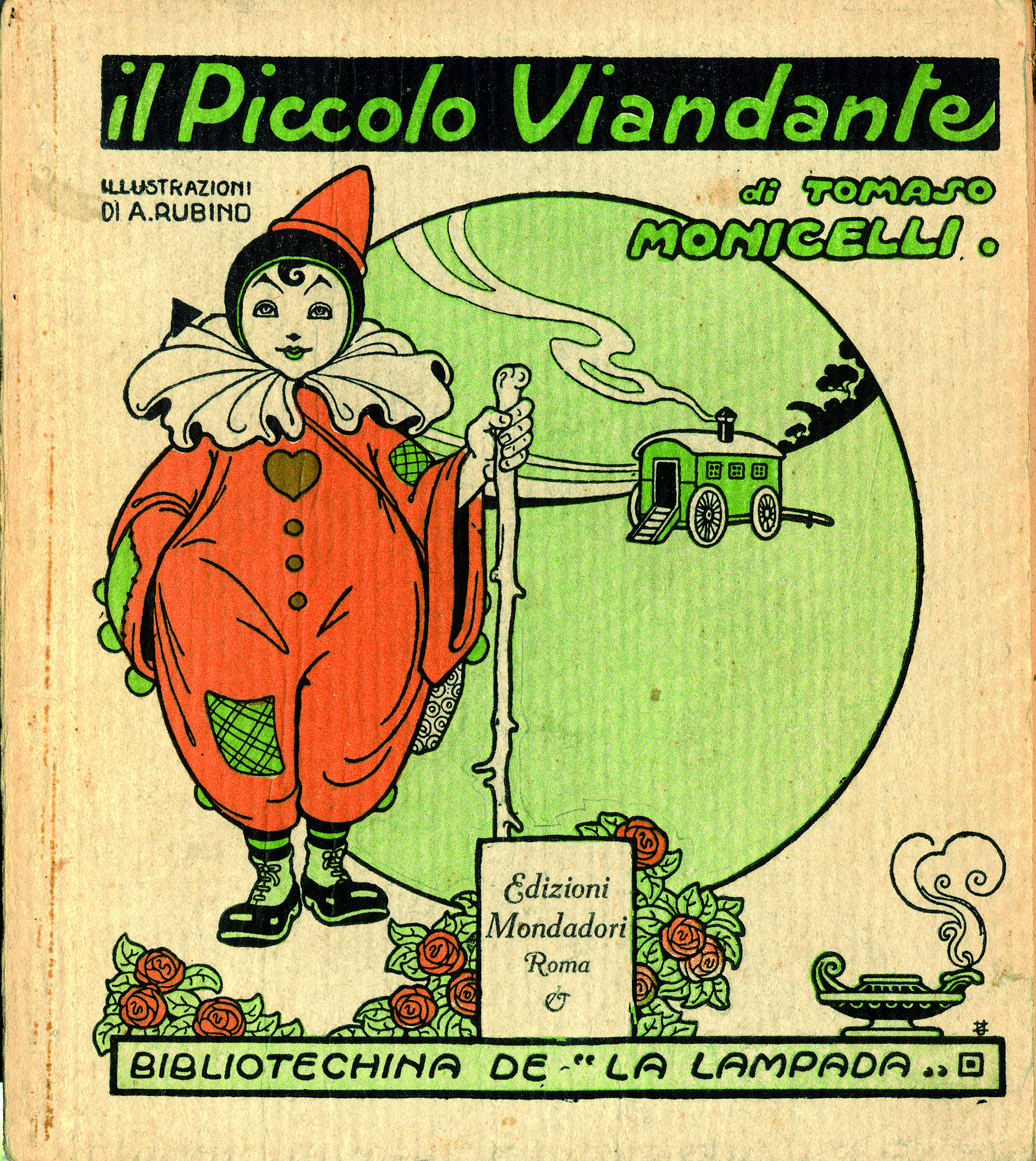
Tomaso Monicelli e Antonio Rubino - Il piccolo viandante - La Lampada Mondadori 1913

Figlio di Giovanbattista, banchiere, botanico e cercatore d'oro, e di Maria Sarlandière, si sposerà nel 1906 con Angiola Lissoni, dalla quale ha quattro figli: Mario (morto prematuramente nel 1946), Leopolda (detta Titina, nata nel 1908 e morta nel 1994, sua ispiratrice per I balocchi di Titina e Viperetta), Michelangelo (detto Michele, nato a Milano nel 1910 e morto nel 1978, che diventerà anch'egli un disegnatore dei fumetti, e Dante (nato a Castelletto Ticino nel 1913, ufficiale di mare, saltuariamente collaboratore del padre).
Sin da adolescente si dedicò alla poesia e al disegno scrivendo all'età di diciassette anni un "Poema Baroko", composto da 1.300 terzine; riuscì a pubblicare qualche sonetto sulla rivista letteraria del Corriere della sera, La Lettura. Iniziò a dedicarsi al disegno nel 1902 caratterizzando il proprio lavoro in modo originale influenzato dal coevo stile liberty.
Laureatosi in legge a Torino, si dedicò al giornalismo e all'illustrazione lavorando per varie riviste e quotidiani come Il Secolo XIX, Il Risorgimento Grafico, Il Giornalino della Domenica e La Lettura.

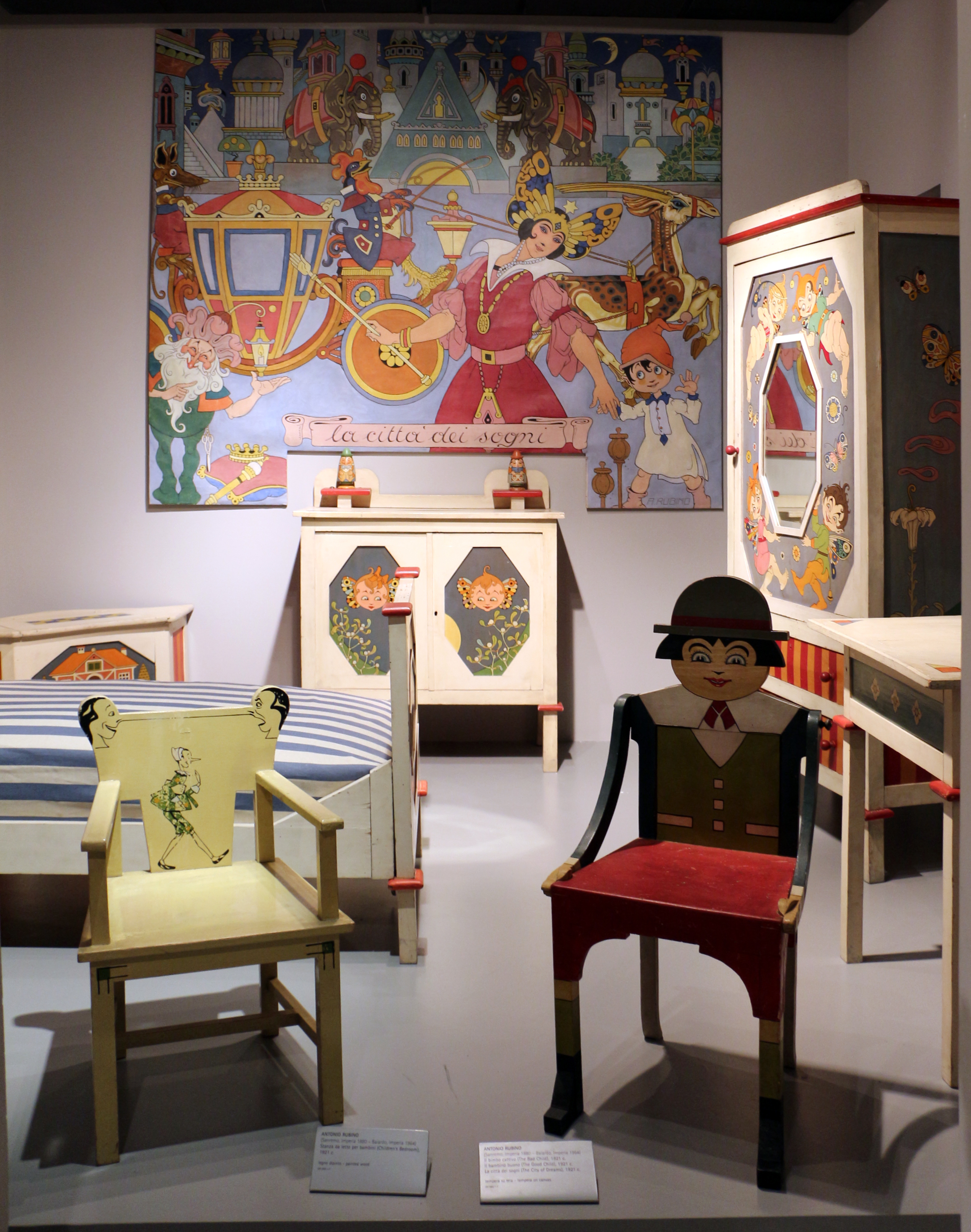
Cameretta disegnata da Antonio Rubino per Industria Veneziana di Mobili Laccati, 1924 circa (Genova, Wolfsoniana)

«Giornalista per ragazzi, favolista, autore di libretti e di commedie, decoratore di ambienti, scenografo, attore, polemista, regista di disegni animati e persino, nei ritagli di tempo, raccoglitore di olive» – così Rubino si definisce nel Curriculum ridiculum. Ma fu anche poeta, pittore, illustratore, ceramista, compositore musicale.
Non ancora ventenne scrive tre poemi: L'anabignòmbasi, Le galluppotoracicchegrafeidi e il Poema baroko.
Nel 1905 illustra L'Albatro di Alberto Colantuoni e inizia a lavorare alla rivista domenicale dell'Avanti! e a L'auto d'Italia, nel 1906 L'arte decorativa moderna, Il Secolo XX, Il Risorgimento Grafico, La Lettura. Tra il 1906 e il 1909 illustra, per l'editore musicale Augusto Puccio di Milano, alcuni spartiti: Valse d'Or, Re Olaf, Pierrot e la luna.
Iniziò a collaborare nel 1907 al Giornalino della Domenica e, l'anno successivo, Silvio Spaventa Filippi, direttore del neonato Corriere dei Piccoli, lo assume nella redazione del giornale del quale diventa uno dei principali collaboratori; a lui viene attribuita la sostituzione delle nuvoletta, presenti nelle tavole originali dei fumetti americani pubblicati sulla rivista, con delle didascalie in rima a piè di vignetta; inventa anche molti personaggi umoristici come Quadratino, uno dei suoi più famosi, oltre a Nonna Geometria, Pino e Pina, Viperetta, Nicoletta, Italino e Kartoffel Otto, Rosaspino e Spinarosa e Lionello e Nerone e disegna anche la versione italiana di serie a fumetti statunitensi come Fortunello, La Checca (And Her Name was Maud e Arcibaldo e Petronilla.
Nel 1911 pubblica la sua unica raccolta di poesie, Versi e disegni, ove si avvertono ancora molti echi dannunziani e pascoliani.
Dal 1912 per la Mondadori illustra la collana Bibliotechina della Lampada.
Durante la prima guerra mondiale collaborò con sue illustrazioni al giornale di trincea La Tradotta destinato ai soldati al fronte, insieme ad Arnaldo Fraccaroli e al fondatore della rivista, Renato Simoni  e per il quale crea personaggi come il caporale C. Piglio e Muscolo Mattia.
Dal 1926 collabora con la Casa Editrice Cartoccino sia come illustratore che come direttore della collana Un libro una lira; nel 1927 divenne direttore de Il Balilla per due anni, mentre nel 1929 fonda e dirige Mondo Bambino, nel 1933 Mondo Fanciullo, nel 1949 a Sanremo Il Gazzettino della Riviera dei Fiori, poi diventato Il Gazzettone e La Gazzetta di Sanremo.
Tornerà al Corriere dei Piccoli nel 1931 (per tre anni) e poi ancora nel secondo dopoguerra, chiamatovi da Giovanni Mosca, e la sua collaborazione proseguirà sino al 1959; dopo il 1931 passa alla Mondadori per dirigere Topolino fino al 1940 oltre che gli Albi d'Oro, I tre porcellini (tutti nel periodo 1935-38) e Paperino (1937-40). Dopo il conflitto mondiale collabora a varie testate: Bambola (1947), Gazzetta dei Piccoli (1947), Modellina (1947).
Lasciata la Mondadori, si dedicò all'animazione; nel 1940 è chiamato a Roma dalla Incom e, nel 1942, ottenne il premio per la sua categoria alla Mostra del Cinema di Venezia per il cortometraggio animato Nel paese dei ranocchi. Mette poi in lavorazione Crescendo rossiniano, perduto per le vicende belliche. Con la macchina da presa sinalloscopica realizza nel 1955 I sette colori. Film rimasti allo stadio di soggetto e mai realizzati furono La ranocchina blu, Totò, uomo meccanico, Funicolì Funicolà.
Antonio Rubino fu autore di canzoni come Il soldato focillato, del 1919, su testo secondo alcuni di Cesare Pascarella, secondo altri di Gandolin.
Negli anni cinquanta fu di nuovo ma per breve periodo al Corriere dei Piccoli, che abbandona ben presto; si ritirò definitivamente nel 1959 nel paese di Baiardo, dove morì nel 1964.

## Onorificenze
Il 15 febbraio 2014 la città di Sanremo ha dedicato a Rubino in maniera permanente la sala del Museo Civico Borea d'Olmo, all'interno della quale è possibile ammirare gratuitamente molte opere dell'artista.

## Opere in volume
Della vasta attività di narratore, poeta, autore di fiabe o illustratore di testi altrui si ricordano le opere pubblicate in volume:
- Il collegio La Delizia (su testo di Renato Simoni)
- Coretta e Core – 1909
- Versi e disegni – 1911
- I balocchi di Titina – 1912
- In Flemmerlanda – 1913
- Viperetta – 1919
- Tic e Tac – 1919
- Lillo e Lalla – 1920
- Fata Acquolina - 1920
- Grufoletto – 1920
- La scuola dei giocattoli – 1922
- Fil di sole – 1924
- Teatro minimo – 1925
- Il frottoliere – 1930
- Le avventure di Pippo Frottola – 1936
- Fiabe quasi vere – 1936
- Finestra aperta – 1937
- Pupi, giocattolo infelice – 1938
- Il castello degli spaventi – 1939
- Il mistero del tempo – inedito
- Il libro di Bel Vedere – 1947
- Curriculum ridiculum – 1962